# Franz Xaver Josef von Unertl
baron Franz Xaver Josef von Unertl (ur. 21 lutego w Monachium 1675 roku, zm. 22 stycznia 1750 tamże), był bawarskim politykiem.
Von Unertl był członkiem rady elektora Bawarii. Jego rola w wydarzeniach po zajęciu kraju przez Austriaków jest niejasna. Być może kolaborował z okupantem.
Jego siostra Maria Johanna poślubiła handlarza soli Johanna Baptiste Ruffiniego.